# Блэкмен, Ник
Николас Александр «Ник» Блэкмен (англ. Nicholas Alexander Blackman; род. 11 ноября 1989, Солфорд, Англия, Великобритания) — барбадосcкий и английский футболист, нападающий. Выступал за сборную Барбадоса.
Карьеру футболиста начал в клубе «Маклсфилд Таун», через некоторое время перешёл в клуб «Блэкберн Роверс». Через 3 года был продан в Шеффилд Юнайтед. В 2013 году подписал контракт на три с половиной года с клубом Рединг. Выступал в следующих клубах: «Блэкпул», «Олдем Атлетик», «Мотеруэлл», «Абердин», «Дерби Каунти», «Маккаби» (Тель-Авив) и «Спортинг» (Хихон).

## Ранние годы
Родился в городе Солфорд, графство Большой Манчестер, В 8 лет поступил в академии Манчестер Юнайтед и учился на протяжении 5 лет, а также был в академиях Бери и Престон Норт Энд. Окончил Высшую Школу Филлипс в Манчестере. В возрасте 13 лет принял участие в Играх Маккабиада в Израиле. В настоящее время имеет право представлять следующие страны: Англию, Барбадос, Нидерланды и Польшу на международном уровне.

## Клубная карьера

### Маклсфилд Таун
Футбольную карьеру начал в молодёжном клубе Маклсфилд Таун летом 2006 года. После ряда блестящих достижений в молодёжной команде подписал профессиональный контракт с клубом 8 марта 2007. Дебютировал в матче против команды Аккрингтон Стэнли.
Первый гол за команду Маклсфилд Таун забил в матче против Дагенем энд Редбридж 23 ноября 2007. Всего за клуб провёл 12 игр и забил один гол.

### Блэкберн Роверс
Ник Блэкмен присоединился к клубу Блэкберн Роверс 12 января 2009, после удачного выступления за клуб Маклсфилд Таун.

### Аренда Блэкпуле
4 марта 2009 года был арендован клубом Блэкпул на один месяц. Дебютировал в тот же день, выйдя на замену на 65-й минуте в матче против Бернли на стадионе Блумфилд Роуд. 10 марта забил свой первый гол за клуб Блэкпул в матче против Шеффилд Юнайтед на стадионе Брэмолл Лейн.

### Аренда в Олдем Атлетик
20 августа 2009 арендован клубом Олдем Атлетик на месяц. Два дня спустя дебютировал против клуба Суиндон Таун. Первый гол забил 29 августа того же года. Срок аренды был продлён до января 2010 после чего вернулся в клуб Блэкберн.

### Мотеруэлл и Абердин (аренда)
13 августа 2010 шотландский клуб Мотеруэлл арендовал на шесть месяцев Ника Блэкмена. За данный клуб забил 10 голов и провёл 18 игр, сделал первый хет-трик в своей карьере в матче против Сент-Джонстон в ноябре 2010. 13 января 2011 был арендован клубом Абердин на полгода.

### Возвращение в Блэкберн Роверс
Летом 2011 года вернулся в Блэкберн Роверс. За данный клуб провёл всего один матч.

### Шеффилд Юнайтед
10 августа 2012 года куплен клубом Шеффилд Юнайтед. Первый гол за «Клинков» забил 11 августа 2012 года в матче кубка Футбольной лиги против команды Бертон Альбион на стадионе Брэмолл Лейн. Регулярно играл за клуб Шеффилд Юнайтед в первой половине сезона, провёл 33 матча и забил 14 голов до конца января 2013 года. Зимой 2013 года получил предложения от двух клубов: Кристал Пэлас и Рединг.

### Рединг
30 января 2013 присоединился к английскому клубу Рединг на три с половиной года. Дебютировал 2 февраля, заменив Павла Погребняка на 72-й минуте в матче против клуба Сандерленд.

## Выступления за сборную
По словам Блэкмана, он имел право представлять Англию, Барбадос, Нидерланды, Польшу или Израиль на международном уровне — Барбадос через своего отца, Нидерланды и Польшу через бабушку и дедушку по материнской линии, а Израиль через «членов семьи». Он также имеет израильское гражданство. В 2019 году Блэкман решил представлять Барбадос на международном уровне. 5 сентября 2019 года дебютировал за сборную Барбадоса в матче против сборной Сен-Мартена, в котором отметился дублем.

## Статистика выступлений
| Клуб                                 | Сезон   | Чемпионат                        | Чемпионат | Чемпионат | Кубок Англии | Кубок Англии | Кубок лиги | Кубок лиги | Остальное | Остальное | Всего | Всего |
| Клуб                                 | Сезон   | Дивизион                         | Игр       | Голов     | Игр          | Голов        | Игр        | Голов      | Игр       | Голов     | Игр   | Голов |
| ------------------------------------ | ------- | -------------------------------- | --------- | --------- | ------------ | ------------ | ---------- | ---------- | --------- | --------- | ----- | ----- |
| Маклсфилд Таун                       | 2006-07 | Вторая Футбольная лига Англии    | 1         | 0         | 0            | 0            | 0          | 0          | 0         | 0         | 1     | 0     |
| Маклсфилд Таун                       | 2007-08 | Вторая Футбольная лига Англии    | 11        | 1         | 0            | 0            | 0          | 0          | 0         | 0         | 11    | 1     |
| Маклсфилд Таун                       | Всего   | Всего                            | 12        | 1         | 0            | 0            | 0          | 0          | 0         | 0         | 12    | 1     |
| Блэкберн Роверс                      | 2008-09 | Английская Премьер-лига          | 0         | 0         | 0            | 0            | 0          | 0          | —         | —         | 0     | 0     |
| Блэкберн Роверс                      | 2011-12 | Английская Премьер-лига          | 1         | 0         | 0            | 0            | 2          | 0          | —         | —         | 3     | 0     |
| Блэкберн Роверс                      | Всего   | Всего                            | 1         | 0         | 0            | 0            | 2          | 0          | —         | —         | 3     | 0     |
| Блэкпул (футбольный клуб) (аренда)   | 2008-09 | Чемпионат Футбольной лиги Англии | 5         | 1         | 0            | 0            | 0          | 0          | —         | —         | 5     | 1     |
| Олдем Атлетик (аренда)               | 2009-10 | Первая Футбольная лига Англии    | 12        | 1         | 0            | 0            | 0          | 0          | 1         | 0         | 13    | 1     |
| Мотеруэлл (футбольный клуб) (аренда) | 2010-11 | Шотландская Премьер-лига         | 18        | 10        | 0            | 0            | 2          | 0          | 2         | 0         | 22    | 10    |
| Абердин (футбольный клуб) (аренда)   | 2010-11 | Шотландская Премьер-лига         | 15        | 2         | 3            | 0            | 0          | 0          | —         | —         | 18    | 2     |
| Шеффилд Юнайтед                      | 2012-13 | Первая Футбольная лига Англии    | 28        | 11        | 4            | 2            | 1          | 1          | 0         | 0         | 33    | 14    |
| Рединг (футбольный клуб)             | 2012-13 | Английская Премьер-лига          | 11        | 0         | 0            | 0            | 0          | 0          | —         | —         | 11    | 0     |
| Рединг (футбольный клуб)             | 2013-14 | Чемпионат Футбольной лиги Англии | 30        | 4         | 1            | 0            | 0          | 0          | —         | —         | 31    | 4     |
| Рединг (футбольный клуб)             | Всего   | Всего                            | 41        | 4         | 1            | 0            | 0          | 0          | —         | —         | 42    | 4     |
| Всего                                | Всего   | Всего                            | 132       | 30        | 8            | 2            | 5          | 1          | 3         | 0         | 148   | 33    |